# Les Lettres (film 1914)
Les Lettres è un cortometraggio muto del 1914 diretto da Louis Feuillade.

## Produzione
Il film fu prodotto dalla Société des Etablissements L. Gaumont.

## Distribuzione
Distribuito dalla Société des Etablissements L. Gaumont, uscì nelle sale cinematografiche francesi il 6 marzo 1914. Ha il titolo internazionale in inglese The Letters.